# Adolf Stocksmayr
Adolf Stocksmayr (* 23. Juli 1879 in St. Pölten in Niederösterreich; † 18. März 1964 in Überlingen am Bodensee) war ein österreichischer Künstler, Lebensreformer und Erfinder. 

## Leben
Adolf Stocksmayr begann im Jahr 1900 ein Studium an der k.k. Akademie der bildenden Künste bei Christian Griepenkerl in Wien, das er 1902 wieder abbrach. In den Jahren bis zum Ersten Weltkrieg lebte er in Unterradlberg, immer wieder unterbrochen von Reisen und Arbeitsaufenthalten in Haida/Böhmen, Wien, München, Dornach/CH und dem schweizerischen Tessin. Zwischen 1914 und 1918 und verbrachte er mit seiner Lebensgefährtin und ihren beiden Kindern an verschiedenen Orten um Ascona/CH, wo er als Mitglied Nr. 24 der Cooperativa Monte Verità in engem Kontakt mit dem Künstler und Philosophen Gusto Gräser und anderen Lebensreformern stand. Danach war er vielfach in der Schweiz, Vorarlberg und dem deutschen Bodenseeraum tätig. Von 1927 bis zu seinem Tod lebte er in Überlingen am Bodensee.

## Arbeiten
Stocksmayr hinterließ eine Vielzahl künstlerischer Arbeiten in verschiedenen Techniken. Er porträtierte in Aquarell und Öl, malte zeitlebens Landschaften und Stadtansichten und illustrierte mythologische und literarische Stoffe, fotografierte und schuf keramische Arbeiten. Er befasste sich mit der Lösung technischer Probleme und legte 1943 dem Reichspatentamt in Berlin eine Patentanmeldung zur Nutzung von Windkraft vor. Stocksmayrs künstlerisches Frühwerk, das zwischen 1899 und ca. 1920 entstand, zeichnet sich durch eine motivische, inhaltliche wie auch formale Experimentierfreude aus. So schuf er unter anderem, um 1913 unter dem Eindruck seiner Begegnungen mit Rudolf Steiner, auch einzelne abstrakte Bildwerke bzw. kosmische Visionen.

## Ausstellungen
Die künstlerischen Arbeiten Adolf Stocksmayrs wurden zu seinen Lebzeiten nur wenig öffentlich wahrgenommen. In den siebziger Jahren bemühte sich Harald Szeemann um den Kauf eines Teils des Nachlasses Stocksmayrs für das Museo Casa Anatta auf dem Monte Verità. 
- Im Jahr 1996 zeigte die „Gesellschaft der Kunstfreunde Überlingen e.V.“ Arbeiten Adolf Stocksmayrs in der Ausstellung 100 Jahre Kunst in Überlingen.
- Ebenso das Museo Comunale d’Arte Moderna di Ascona im Jahr 2010 in der Ausstellung 1922 Le Origini della Collezione.
- Eine Ausstellung im Städtischen Museum Überlingen vom 1. April – 20. Dezember 2014 zeigt unter dem Titel: Adolf Stocksmayr (1879 – 1964) Suche nach dem Eldorado mehr als 160 Arbeiten aus Privatsammlungen und dem Nachlass Adolf Stocksmayrs.[1]